# Michal Janec
Michal Janec (Žilina, 28 aprile 1992) è un calciatore slovacco, di ruolo difensore.

## Carriera

### Club
Ha giocato nel campionato ceco e slovacco.

### Nazionale
Ha esordito con Nazionale Under-21 durante le qualificazioni agli europei di categoria 2015, segnando una rete.